# Walter Clayton Jr.
Walter Marterry Clayton Jr. (Sebring, Florida, 6 de marzo de 2003) es un baloncestista estadounidense que pertenece a la plantilla de los Utah Jazz de la NBA. Desarrolló su carrera universitaria en la Universidad de Iona, y posteriormente en la Universidad de Florida, de la división I de la NCAA. Con 1,91 metros de estatura, juega indistintamente en las posiciones de base o escolta. 

## Trayectoria deportiva

### Primeros años
Clayton nació en Sebring, Florida, pero a los 10 años su familia se trasladó a Lake Wales. Asistió inicialmente a la escuela secundaria Lake Wales, donde jugó al fútbol americano y al baloncesto. En baloncesto, promedió 17,5 puntos, cinco rebotes y 3.2 asistencias en su segundo año. Fue transferido a la escuela secundaria Bartow después de su segundo año. Promedió 15.4 puntos, 4.3 asistencias, 4.3 rebotes y 2.3 robos por partido durante su primera temporada en Bartow cuando los Yellow Jackets ganaron el campeonato estatal de Florida Clase 6A. Se comprometió a jugar baloncesto universitario para Iona pese a las ofertas de East Carolina, Florida A&M, Charleston, Stetson y James Madison.

### Universidad
Jugó dos temporadas con los Gaels de la Universidad de Iona, en las que promedió 12,0 puntos, 3,2 rebotes, 2,4 asistencias y 1,3 robos de balón por partido. Al término de su segunda temporada fue elegido Jugador del Año de la Metro Atlantic Athletic Conference, tras promediar 16,8 puntos, 4,3 rebotes y 3,2 asistencias por partido. Poco después entró en el portal de transferencias de la NCAA.
Fue transferido a los Gators de la Universidad de Florida. En su primera temporada en Florida, promedió 17,6 puntos, 3,6 rebotes y 2,6 asistencias y fue incluido en el segundo mejor quinteto de la Southeastern Conference. Jugó un papel decisivo para que los Gators llegaran al Campeonato del Torneo de la SEC por primera vez en 10 años y al Torneo de la NCAA por primera vez en 3 años. A pesar de la derrota, anotó 33 puntos en una actuación histórica contra Colorado en el Torneo de la NCAA de 2024.
Tras la temporada 2023-24, se declaró para el Draft de la NBA. Sin embargo, terminó retirándose del draft y regresó a Florida para su último año. Fue durante esta temporada que Clayton tuvo una de las mejores temporadas individuales en la historia del baloncesto de Florida. Lideró a los Gators a un récord de 27-4 en la temporada regular, con un promedio de 17,2 puntos, 4,3 asistencias y 3,8 rebotes por partido. Durante esta temporada guio a su equipo a victorias sobre el número 1 del ranking, Tennessee, y como visitante al posterior número 1, Auburn, siendo la primera vez que Florida vencía a un número 1 a domicilio. También ayudó a Florida a lograr su mejor récord general y el de la SEC en 11 años. Tras la temporada regular, fue seleccionado para el mejor quinteto de la Southeastern Conference. El 18 de marzo de 2025 fue incluido en el primer equipo All-American consensuado.
Lideró a los Gators en la consecudión del Campeonato de la NCAA, logrando el tercer campeonato nacional de la universidad en la historia del programa y el primero desde 2007. Fue elegido como el mejor jugador del torneo.

#### Estadísticas
| * | Líder de la División I de la NCAA |

| Año     | Equipo  | PJ  | PT  | MPP  | %TC  | %3P  | %TL   | RPP | APP | ROB | TPP | PPP  |
| ------- | ------- | --- | --- | ---- | ---- | ---- | ----- | --- | --- | --- | --- | ---- |
| 2021–22 | Iona    | 32  | 4   | 16.1 | .434 | .357 | .787  | 2.2 | 1.6 | 0.8 | 0.3 | 7.3  |
| 2022–23 | Iona    | 32  | 31  | 30.4 | .455 | .431 | .953* | 4.3 | 3.2 | 1.8 | 0.6 | 16.8 |
| 2023–24 | Florida | 36  | 36  | 31.0 | .432 | .365 | .877  | 3.6 | 2.6 | 1.1 | 0.6 | 17.6 |
| 2024–25 | Florida | 39  | 39  | 32.6 | .448 | .386 | .875  | 3.7 | 4.2 | 1.2 | 0.5 | 18.3 |
| Total   | Total   | 130 | 101 | 27.5 | .441 | .379 | .875  | 3.4 | 2.9 | 1.2 | 0.5 | 14.8 |

### Profesional
El 25 de junio de 2025 fue elegido en la decimoctava posición del Draft de la NBA por los Washington Wizards, pero fue automáticamente traspasado a los Utah Jazz a cambio de las selecciones 21 y 43 del draft de este año, junto con selecciones de segunda ronda de 2031 y 2032.